# ریشارد رونچفسکی
ریشارد رونچفسکی (لهستانی: Ryszard Ronczewski؛ ‏ ۲۷ ژوئن ۱۹۳۰ – ۱۷ اکتبر ۲۰۲۰) بازیگر اهل لهستان بود.
از فیلم‌ها یا برنامه‌های تلویزیونی که وی در آن نقش داشته‌است، می‌توان به شیطان در کلاس هفتم، بدون پنهان‌کاری، هنگام تاریکی، خون بی‌گناه، شوالیه‌های تتونیک، به‌دور از جاده، اجاره‌نشین‌ها، عواقب، فرعون، آوای وزغ، افسانه‌ای باستانی: آن هنگام که خورشید ایزد بود، سرهنگ وودیوفسکی، عروسی و غرب اشاره کرد.